# Myxus
Myxus es un género de peces actinopeterigios marinos, distribuidos por las costas de Sudáfrica y el suroeste del océano Pacífico.

## Especies
Existen solo dos especies reconocidas en este género:
- Myxus capensis (Valenciennes, 1836)
- Myxus elongatus Günther, 1861